# Chen Meng
Chen Meng (Qingdao, Shandong, China; 15 de enero de 1994) es una jugadora de tenis de mesa china que a fecha febrero de 2020 está clasificada número 1 del ranking mundial, puesto que obtuvo por primera vez en enero de 2018.
Ha sido la subcampeona del mundo en 2019 en el campeonato celebrado en Budapest, donde fue superada por su compatriota Liu Shiwen. Además ha conseguido tres medallas de oro en campeonatos mundiales en la categoría de equipo, en 2014 celebrado en Tokio, en 2016 celebrado en Kuala Lumpur, y en 2018, en Halmstad, Suecia.

## Palmarés internacional
| Juegos Olímpicos   | Juegos Olímpicos | Juegos Olímpicos  | Juegos Olímpicos    |
| Año                | Lugar            | Medalla           | Prueba              |
| ------------------ | ---------------- | ----------------- | ------------------- |
| 2020               | Tokio            | Medalla de oro    | Equipo              |
| 2020               | Tokio            | Medalla de oro    | Individual femenino |
| 2024               | Paris            | Medalla de oro    | Individual femenino |
| Campeonato Mundial |                  |                   |                     |
| Año                | Lugar            | Medalla           | Prueba              |
| 2013               | París            | Medalla de bronce | Dobles femenino     |
| 2014               | Tokio            | Medalla de oro    | Equipo              |
| 2016               | Kuala Lumpur     | Medalla de oro    | Equipo              |
| 2017               | Düsseldorf       | Medalla de plata  | Dobles femenino     |
| 2018               | Halmstad         | Medalla de oro    | Equipo              |
| 2019               | Budapest         | Medalla de plata  | Individual femenino |
| 2019               | Budapest         | Medalla de bronce | Dobles femenino     |
| 2021               | Houston          | Medalla de bronce | Dobles femenino     |
| 2021               | Houston          | Medalla de bronce | Individual femenino |
| 2022               | Chengdu          | Medalla de oro    | Equipo              |